# Tectaria ferruginea
Tectaria ferruginea är en ormbunkeart som först beskrevs av Georg Heinrich Mettenius, och fick sitt nu gällande namn av Edwin Bingham Copeland. Tectaria ferruginea ingår i släktet Tectaria och familjen Tectariaceae. Inga underarter finns listade.